# Thouarsais
Thouarsais era una comuna francesa que estaba situada en el departamento de Vandea, de la región de Países del Loira, que en 1827 se fusionó con la comuna de Bouildroux formando la nueva comuna de Thouarsais-Bouildroux.

## Demografía
| Gráfica de evolución demográfica de Thouarsais entre 1793 y 1821 |
|                                                                  |

Los datos demográficos contemplados en este gráfico se han cogido de la página francesa EHESS/Cassini.